# Rosas (Madryt)
Rosas (również używana wersja Las Rosas) – dzielnica (barrio) Madrytu, znajdująca się w dystrykcie San Blas-Canillejas. W 2020 roku zamieszkana przez 31 794 osoby. Powierzchnia wynosi 9,38 km². Tym samym jest największą z dzielnic San Blas-Canillejas zarówno pod względem powierzchni, jak i liczby ludności.

## Demografia
Spośród 31 794 mieszkańców dzielnicy 15 253 stanowią mężczyźni a 16 541 kobiety. Średnia wieku wynosi 41,4 lat (w porównaniu do 42,7 lat w dystrykcie i 43,6 w całym mieście).

## Transport
W latach 2008–2011 wybudowano przedłużenie linii 2 madryckiego metra do Rosas. Na obszarze dzielnicy znajduje się stacja Las Rosas.
Ponadto w Rosas znajdują się dwie stacje linii 7: Estadio Metropolitano oraz Las Musas.

## Sport
Na terenie dzielnicy znajduje się stadion Atlético Madryt – Estadio Metropolitano.